# Mijaíl Lifschitz

Mijaíl Aleksándrovich Lifschitz (en ruso Михаи́л Алекса́ндрович Ли́фшиц), (23 de julio de 1905, Melitópol - 20 de septiembre de 1983, Moscú) fue un filósofo y crítico de arte soviético. Miembro activo de la Academia de Bellas Artes de la Unión Soviética y doctor en filosofía.

## Datos biográficos
Su niñez se dio en el ambiente rural de Ucrania. A los 17 años llega a Moscú para estudiar pintura en el Instituto de Artes Plásticas (Vjutemás). Su vida sin embargo daría un giro, bajo el impulso de su profesor de filosofía, I. Grossman-Roschin, de estudiante pasa a profesor del curso del materialismo dialéctico. En 1925, fue nombrado profesor titular de VJUTEMÁS, donde permanecería hasta 1930 cuando por invitación de David Riazánov pasa a trabajar en el Instituto Marx-Engels en la sección de historia de la filosofía. Ahí conocería al filósofo húngaro György Lukács, con quien entablaría una profunda amistad y colaboración científica.

Pronto entendimos que en muchos aspectos convergíamos y nos suplementábamos, y rápidamente sentimos una gran simpatía. Comenzó el período de nuestras “Conversaciones de Moscú”, que se extenderían por toda la década.

Su actividad en los años 1930 se centraría fundamentalmente en la investigación para su obra La filosofía del arte de Karl Marx. Además jugó un rol central en el cuerpo editorial de la revista Crítica Literaria, donde conformaría lo que el denominaría “la corriente” junto a Lukács, Yelena Usiévich, Ígor Satz. En 1940, es nombrado director adjunto de la Galería Tretiakov donde conoce a Lidia Yákolevna Reinhardt, crítica de arte, con quien contraería matrimonio. Al iniciar la Segunda Guerra Mundial, se enlista como voluntario en la marina soviética.

Al llegar el año 1950 por invitación de su amigo, el poeta Aleksandr Tvardovski, colabora en la revista Novy Mir. Debido a la polémica creada por su escrito El diario de Marietta Shaguinián, tanto Tvardovski como Lifschitz, serían alejados de la redacción de Novy Mir, hasta su regreso en 1958. Este fue un nuevo momento en su trayectoria científica.

En los años 1950, dio comienzo una vida nueva. En esta había rasgos verdaderamente novedosos, mi giro a la popularización, ante otra generación de lectores, a temas, accesibles a una mayor audiencia y que involucraban intereses sociales más amplíos.

Realizó la reseña para Novy Mir, de los libros de Aleksandr Solzhenitsyn Un día en la vida de Iván Denísovich y del manuscrito de El primer círculo. Su crítica no fue del agrado del escritor, lo que iniciaría un enfrentamiento que se ahondaría con los años. Solzhenitsyn calificaría a Lifschitz de "marxista fósil antediluviano" y Lifschitz replicó que los fósiles son de utilidad a diferencia de los beatos que buscan restaurar a los Borbones.

También a finales de la década de 1950, conoció y entabló amistad con Évald Iliénkov por entonces un joven profesor de filosofía. Hasta la muerte de Iliénkov, los dos pensadores mantendrían un diálogo e intercambio de ideas que influiría en la obra de ambos.

## Obras

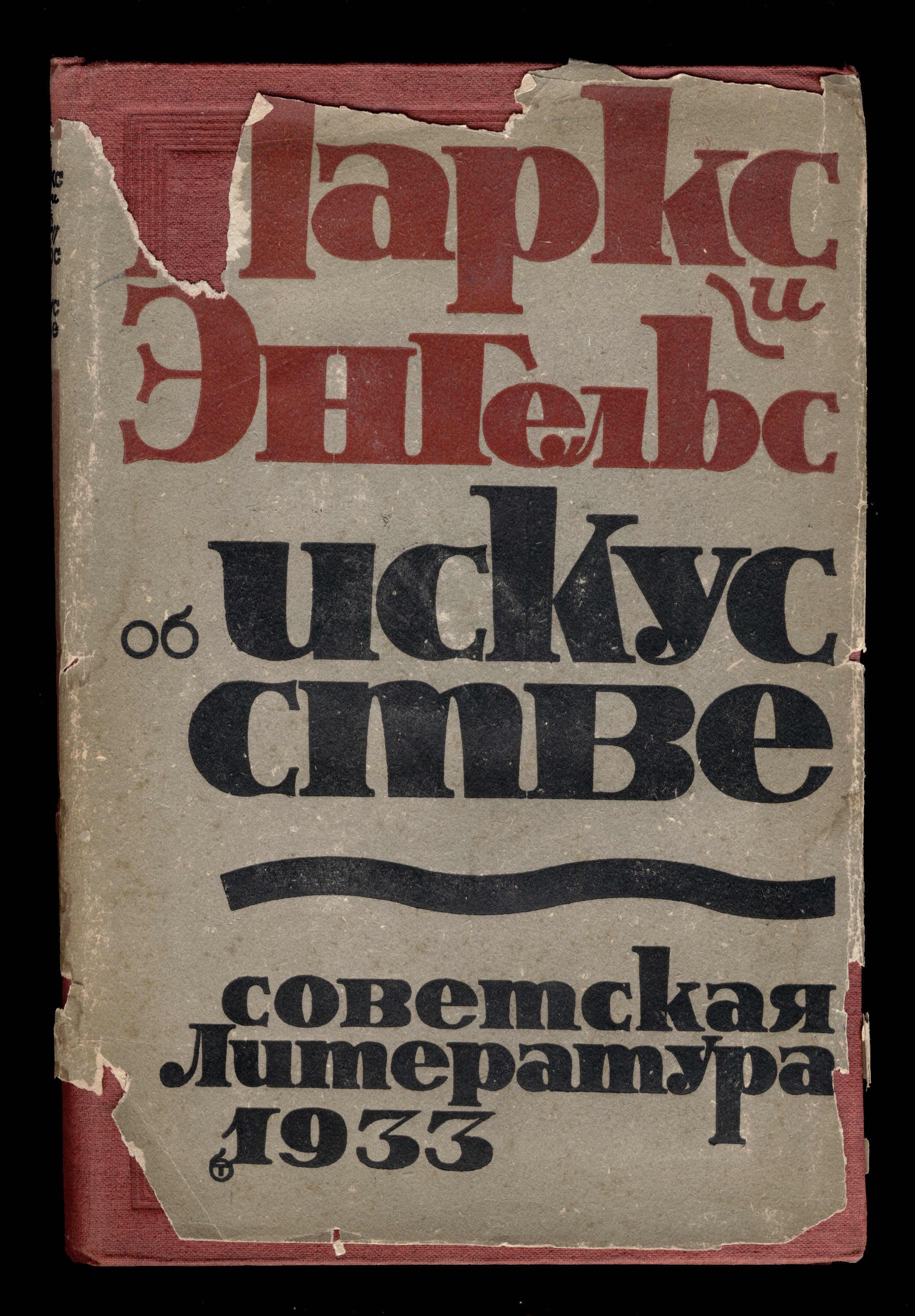
Marx y Engels acerca del arte. 1933. Diseño de sobrecubierta de Borís Titov.

- La filosofía del arte de Karl Marx (Карл Маркс. Искусство и общественный идеал); Moscú 1933, 1960, 1972.
- Crisis de la deformidad (Кризис безобразия ), Moscú 1968
- El arte y el mundo moderno (Искусство и современный мир ); Moscú 1978
- La mitología antigua y moderna (Мифология древняя и современная); Moscú 1980
- Diálogo con Évald Iliénkov (Диалог с Эвальдом Ильенковым), Moscú, 2003

### Traducciones al castellano
- La filosofía del arte de Karl Marx. Madrid: Siglo XXI. 1981
- Libertad de la personalidad. Quito: EDITHOR, ISBN 978-9978-346-03-7, 2010.
- ¿Qué es lo concreto? Quito: EDITHOR, 2016.
- El problema del sujeto y el objeto. Quito: EDITHOR, 2016.
- El ser y la consciencia. Quito: EDITHOR, 2017.
- Lo ideal siempre tiene algo de real. Quito: EDITHOR, 2017.
- El arte y la ideología. Quito: EDITHOR, ISBN 978-9978-346-15-0, 2018.
- La democracia de masas y la lucha por la libertad. Quito: EDITHOR, ISBN 978-9978-346-29-7, 2022.
- Karl Marx: el progreso y los caminos del arte. Quito: EDITHOR, ISBN 978-9978-346-30-3, 2023.